# David Moinina Sengeh
David Moinina Sengeh (ur. 25 lutego 1986 w Bo) – sierraleoński polityk, minister edukacji (2019–2023), od 2023 premier Sierra Leone.

## Życiorys
Uczęszczał do Prince of Wales Secondary School we Freetown, był również stypendysta norweskiej Nordic United World College we Flekke. Studiował inżynierię biomedyczną na Uniwersytecie Harvarda. Następnie rozpoczął studia podyplomowe w Massachusetts Institute of Technology, gdzie w 2016 obronił doktorat, pracując pod kierunkiem Hugh Herra na projektem wykorzystania MRI i druku 3D w konstrukcji protez kończyn. W 2014 roku został stypendystą TED, wygłaszając wykład zatytułowany The bole problem of prohetic limbs, w tym samym roku trafił na listę Forbes 30 Under 30.
Następnie nawiązał współpracę jako kierownik ds. badań z oddziałem amerykańskiego konsorcjum informatycznego IBM Research w Nairobi oraz ich laboratorium w Johannesburgu, projektując i rozwijając technologie medyczne w Afryce. Pełni funkcję przewodniczącego Rady Doradczej ds. Raportu Monitorowania Edukacji Globalnej UNESCO. 
W maju 2018 Sengeh dołączył do Biura Prezydenta Sierra Leone, pracując jako dyrektor ds. innowacji. W 2019 został mianowany ministrem edukacji Sierra Leone. 10 lipca 2023 Sengeh został mianowany szefem rządu Sierra Leone przez prezydenta Juliusa Maadę Bio.
Jest żonaty, ma trójkę dzieci. Jest raperem afrobeatowym, projektuje również odzież.